# Heterothops balthasari
Heterothops balthasari är en skalbaggsart som beskrevs av Ales Smetana 1967. Heterothops balthasari ingår i släktet Heterothops, och familjen kortvingar. Arten är reproducerande i Sverige.